# Libro Blanco de Sarnen

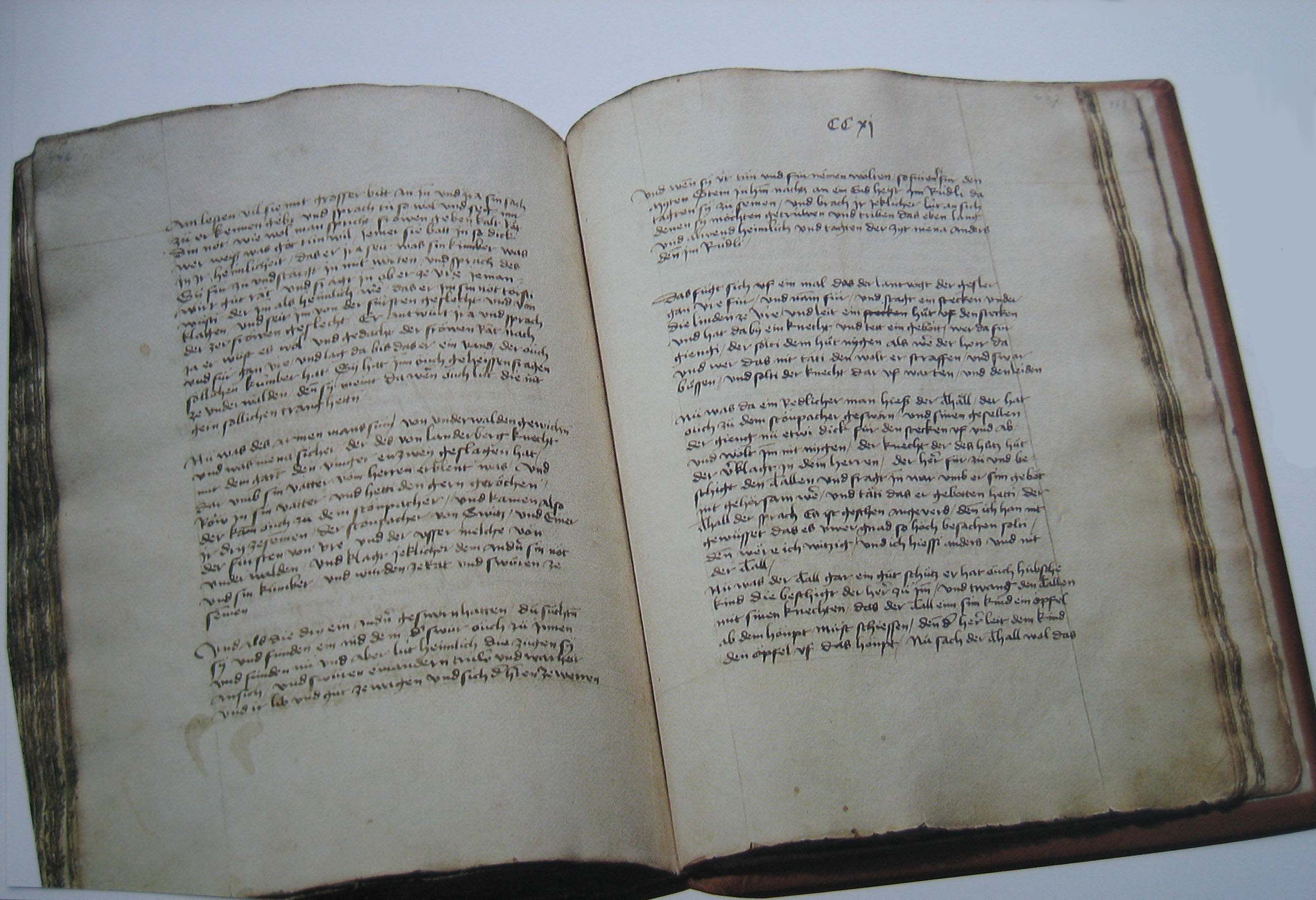
El libro blanco de Sarnen

El Libro blanco de Sarnen es un documento escrito aproximadamente en el año 1470 y contiene manuscritos acerca de los primeros confederados suizos.
Este libro fue el primero en plasmar por escrito la historia de la liberación de las comunidades del Gotardo en una combinación del juramento de Rütli y la historia de los primeros escritos sobre los mitos fundadores de Suiza, como la historia de Guillermo Tell, que se recoge por primera vez precisamente en este libro, 140 años después de que los hechos sucedieran, la revuelta de los cantones primitivos o la destrucción de los castillos de Zwing-Uri, Schwanau, Landenberg y Rotzberg, y el primer juramento de alianza en el Rütli.
El manuscrito de pergaminos blancos se conserva en los Archivos Cantonales de Sarnen en el Cantón de Obwalden.